# Brickell (Miami)
Pour les articles homonymes, voir Brickell.
Brickell est un quartier du grand Dowtown, dans la ville de Miami, en Floride (États-Unis).

## Présentation

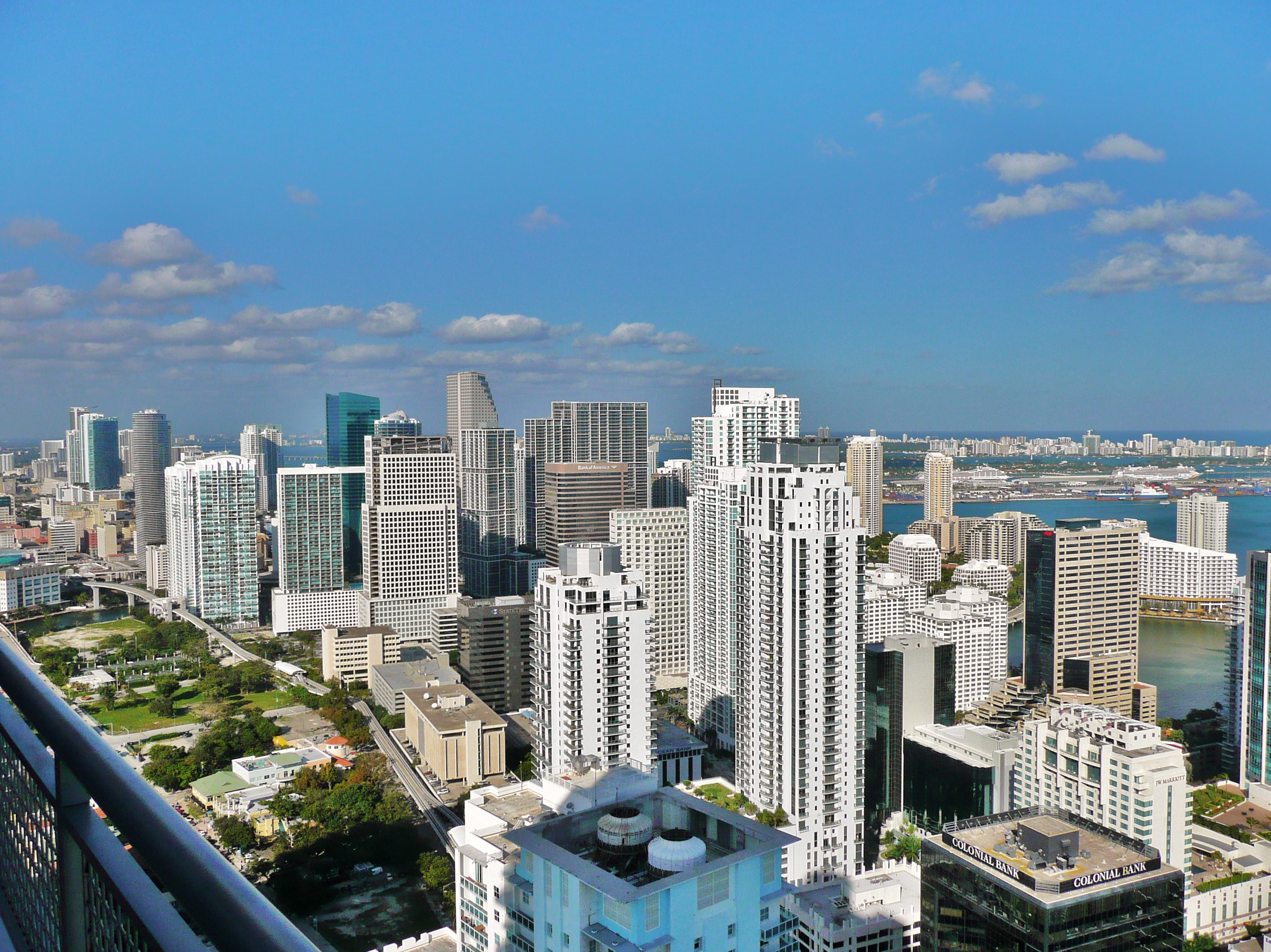
Vue du nord de Brickell en 2010.

Brickell est créé au milieu des années 1800 par les premiers pionniers. Il prend peu à peu de l'importance. Mary Brickell — la veuve de William Brickell, l'un des fondateurs de Miami — y construit de somptueuses demeures le long de ce qui va prendre le nom de Brickell Avenue. Le quartier devient ainsi, dans les années 1900, le Millionnaire Row (l'alignement de millionnaires). Dans les années 1970, des tours de bureaux, des hôtels et des appartements commencent à remplacer les demeures historiques. Aujourd'hui, Brickell s'étend au nord jusqu'à Downtown, le quartier historique de Miami, et s'impose comme l'un des plus grands districts financiers des États-Unis. L'essor rapide de sa population résidentielle donne au quartier de Brickell l'une des croissances et l'une des densités les plus fortes de Miami. Il compte environ 31 000 habitants en 2010.
Brickell a une forte concentration de riches résidents argentins, colombiens, cubains, nicaraguayens et vénézuéliens. Beaucoup travaillent dans les secteurs financiers et commerciaux du quartier, ou y vivent à temps partiel.

### Source
- (en) Cet article est partiellement ou en totalité issu de l’article de Wikipédia en anglais intitulé « Brickell » (voir la liste des auteurs).